# Liste der Kulturdenkmäler in Boxberg (Eifel)
In der Liste der Kulturdenkmäler in Boxberg sind alle Kulturdenkmäler der rheinland-pfälzischen Ortsgemeinde Boxberg aufgeführt. Grundlage ist die Denkmalliste des Landes Rheinland-Pfalz (Stand: 17. Juli 2023).

## Einzeldenkmäler
| Bezeichnung                            | Lage                | Baujahr | Beschreibung                                                  | Bild                           |
| -------------------------------------- | ------------------- | ------- | ------------------------------------------------------------- | ------------------------------ |
| Hofanlage                              | Kirchstraße 2 Lage  | 1865    | Streckhof, bezeichnet 1865                                    | Fotos hochladen                |
| Katholische Filialkirche St. Katharina | Kirchstraße 12 Lage |         | zweiachsiger Saalbau, im Kern mittelalterlich, 1718 verändert | weitere Bilder Fotos hochladen |